# مايك ريبيرو
مايك ريبيرو هو لاعب هوكي الجليد كندي، ولد في 10 فبراير 1980 في مونتريال في كندا.

## وصلات خارجية
- مايك ريبيرو على موقع دوري الهوكي الوطني (الإنجليزية)
- مايك ريبيرو على موقع قاعة مشاهير الهوكي (لاعب أن.إتش.أل) (الإنجليزية)
- مايك ريبيرو على موقع EliteProspects.com (الإنجليزية)
- مايك ريبيرو على موقع Eurohockey.com (الإنجليزية)
- مايك ريبيرو على موقع HockeyDB.com (الإنجليزية)
- مايك ريبيرو على موقع Hockey-Reference.com (الإنجليزية)